# Armillaria novae-zelandiae
Armillaria novae-zelandiae är en svampart som först beskrevs av G. Stev., och fick sitt nu gällande namn av Boesew. 1977. Armillaria novae-zelandiae ingår i släktet Armillaria och familjen Physalacriaceae.   Inga underarter finns listade i Catalogue of Life.